# 大阪発元気ダッシュ!DOYAH
『大阪発元気ダッシュ!DOYAH』（おおさかはつ げんきダッシュ ドゥヤー）は、NHK大阪放送局で放送されたバラエティ番組。衛星第二で、原則として月一回放送。
2001年11月、NHK大阪放送会館が移転したのと同時にスタート。基本的には公開収録。
2005年2月12日で放送終了。

## 出演者

### 初期（2001年11月〜2003年3月）
- トミーズ雅（MC）
- 中澤裕子（MC）
- w-inds.（千葉涼平、橘慶太、緒方龍一）
- WEST SIDE（ランディーズ、ロザン、キングコング）
- ココナッツ娘。

### 中期（2003年4月〜2004年3月）
- 陣内智則（MC）
- 中澤裕子（MC）
- ランディーズ（中川貴志、高井俊彦）
- ビッキーズ（須知裕雅、木部信彦）
- w-inds.（千葉涼平、橘慶太、緒方龍一）（2003年9月まで）
- Lead（中土居宏宜、鍵本輝、谷内伸也、古屋敬多）（2003年10月から）
- ココナッツ娘。

### 終期（2004年4月〜2005年2月）
- 陣内智則（MC）
- 中澤裕子（MC）
- ビッキーズ（須知裕雅、木部信彦）
- 月亭八光
- Lead（中土居宏宜、鍵本輝、谷内伸也、古屋敬多）
- カントリー娘。（あさみ、里田まい、みうな）

## 主なコーナー
- 浪速でおま！

出演者によるコント。ほぼ毎回、吉本新喜劇からのゲスト出演があった。
- My doチャレンジ

何かに挑戦しようというコーナー。
- Leadやゲストによる歌
- 吉本芸人による漫才
- チアリーディングコーナー

出演するチームは毎回異なるが、関西で活動しているチアリーディングチームが約3分くらいの演技していた。

## 過去のコーナー
- このネタすっきゃねん

はがきやメールなどによる、ネタを披露するというもの。
- 演歌コーナー

一般視聴者がステージ上で歌い、点数を競うというものだった。審査員に吉本新喜劇の末成由美など。番組開始当初にあったコーナーだったが、すぐに終了。

## 補足事項
- 過去に近畿地区限定で総合テレビで再放送されたことがある（現在の「お元気ですか日本列島」の枠内）。
- 収録会場は、大阪放送会館移転とともに新設された、NHK大阪ホールである（過去に1度だけ大阪放送会館内のスタジオで収録されたことがある）が、観覧入場券を入手することは非常に困難だった。
- 開始当初は90分番組だった。後に60分番組に変更。